# Place du Martroi

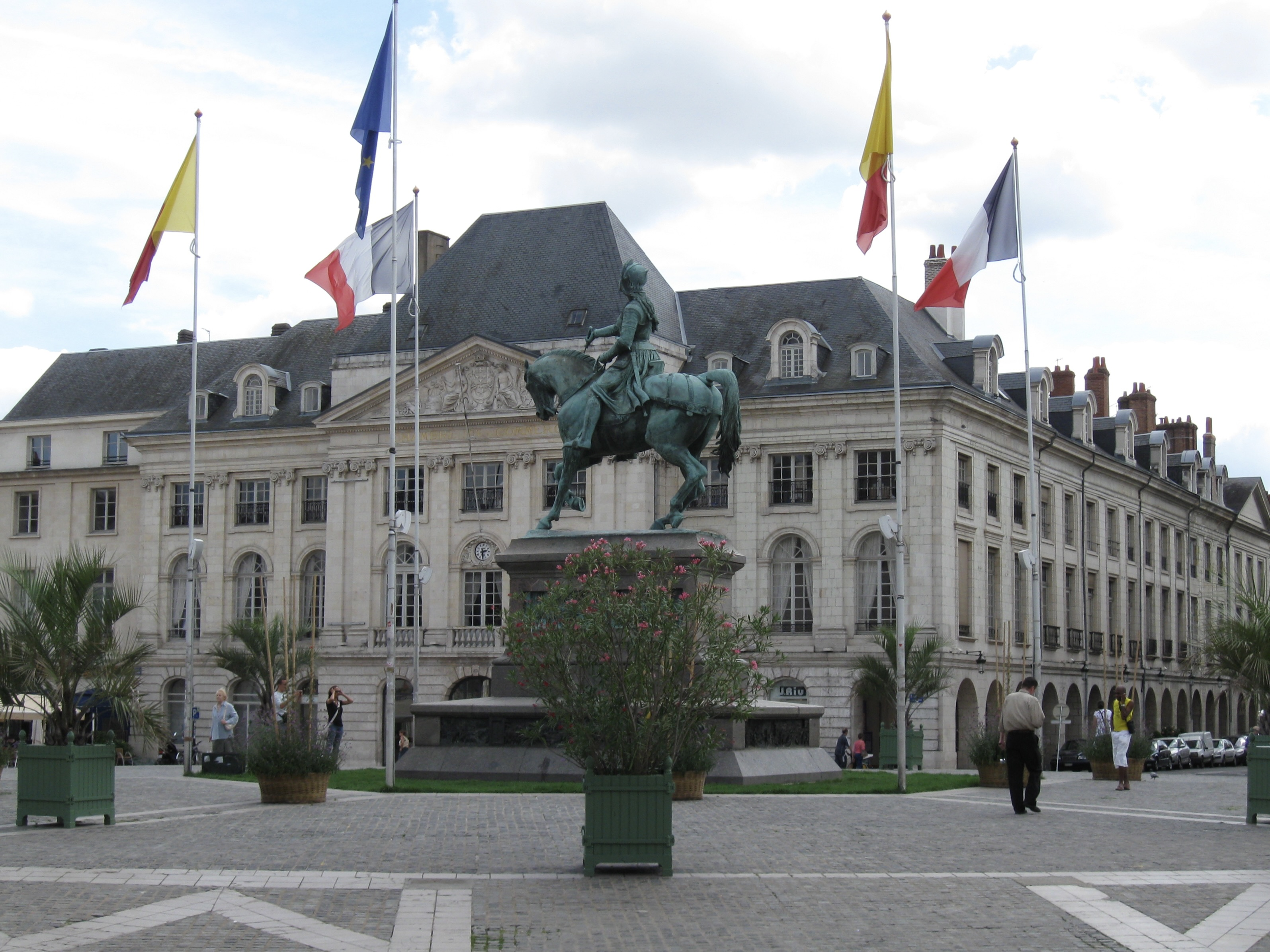
La place du Martroi à Orléans.

La place du Martroi est le nom donné à une place de plusieurs communes comme Orléans, Pithiviers, Puiseaux, Lorris, Saint-Benoît-sur-Loire, Beaugency et Meung-sur-Loire dans le Loiret.

## Étymologie
Le nom Martroi vient de martyretum ou champs des martyrs (comme pour Montmartre) puis prend le sens de nécropole.

## Communes

### Beaugency
L'église Saint-Étienne se situe sur la place du Martroi de Beaugency.

### Jargeau

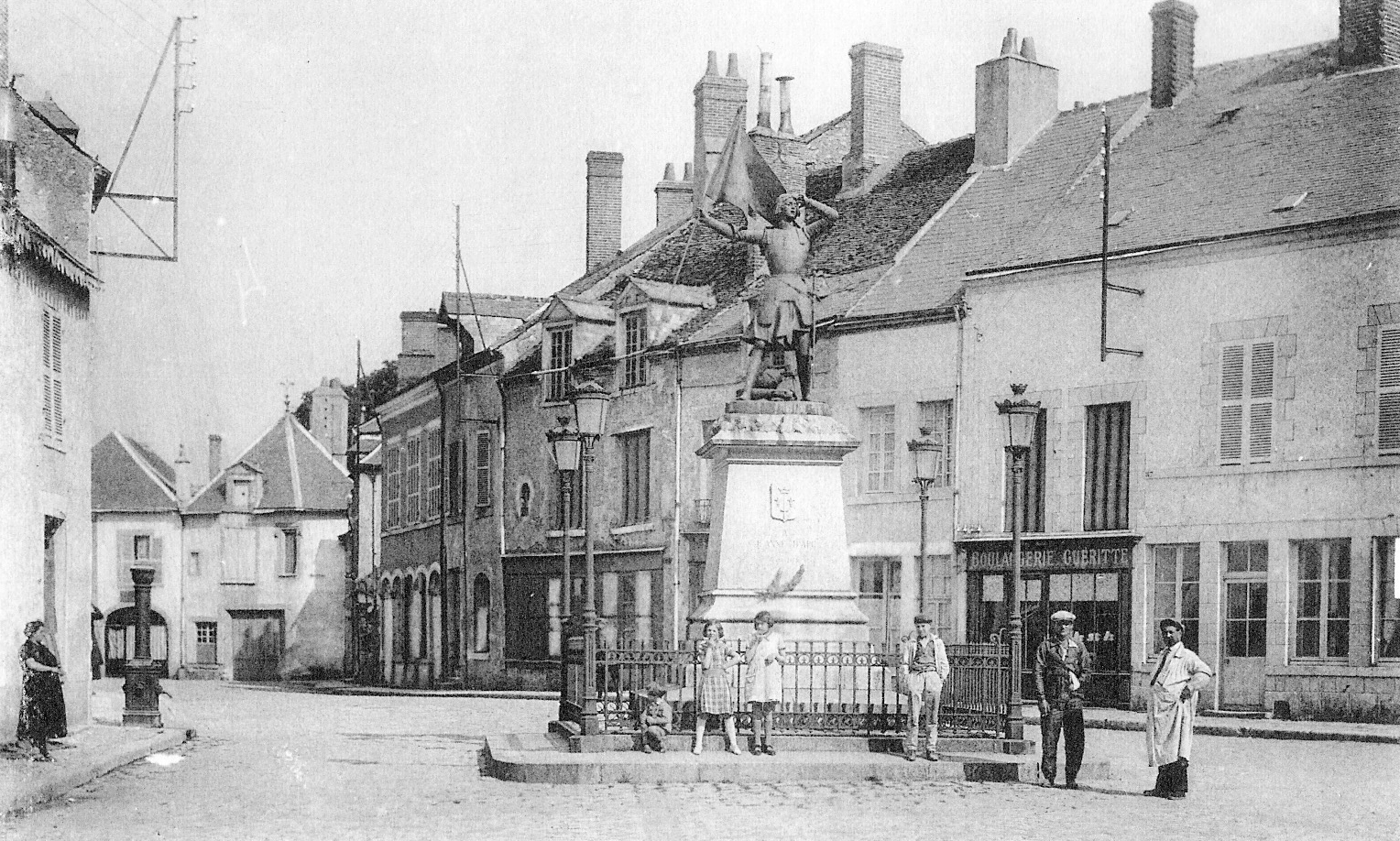
La statue de Jeanne d'Arc d'Alfred Lanson à Jargeau.

La place du Martroi est une place du centre ville de Jargeau où se dresse une statue de Jeanne d'Arc en bronze réalisée par Alfred-Désiré Lanson, achevée en 1895 et inaugurée en 1898, la représentant blessée au siège de Jargeau.

### Neuville-aux-Bois
La place du Martroy est l'ancienne dénomination de l'actuelle place du Général-Leclerc, située au centre de l'intra-muros de Neuville-aux-Bois.

### Saint-Benoît-sur-Loire
La mairie se trouve Place du Martroi.